# Intendant de la Nouvelle-France
Pour les articles homonymes, voir Intendant.
L'intendant de la Nouvelle-France est chargé en Nouvelle-France de la justice, de la police et des finances « en nos pays de Canada, Acadie et Isle de Terre-Neuve et autre pays de la France septentrionale ». Il est donc responsable de l'administration civile de la colonie. De 1665 à 1760, dix-sept personnes se succèdent à cette fonction, parmi lesquelles Jean Talon, Jacques de Meulles, Gilles Hocquart et François Bigot. L'intendant occupe la plus haute place dans le gouvernement colonial, immédiatement après le gouverneur.

## Second en titre d'un gouvernement colonial bicéphale

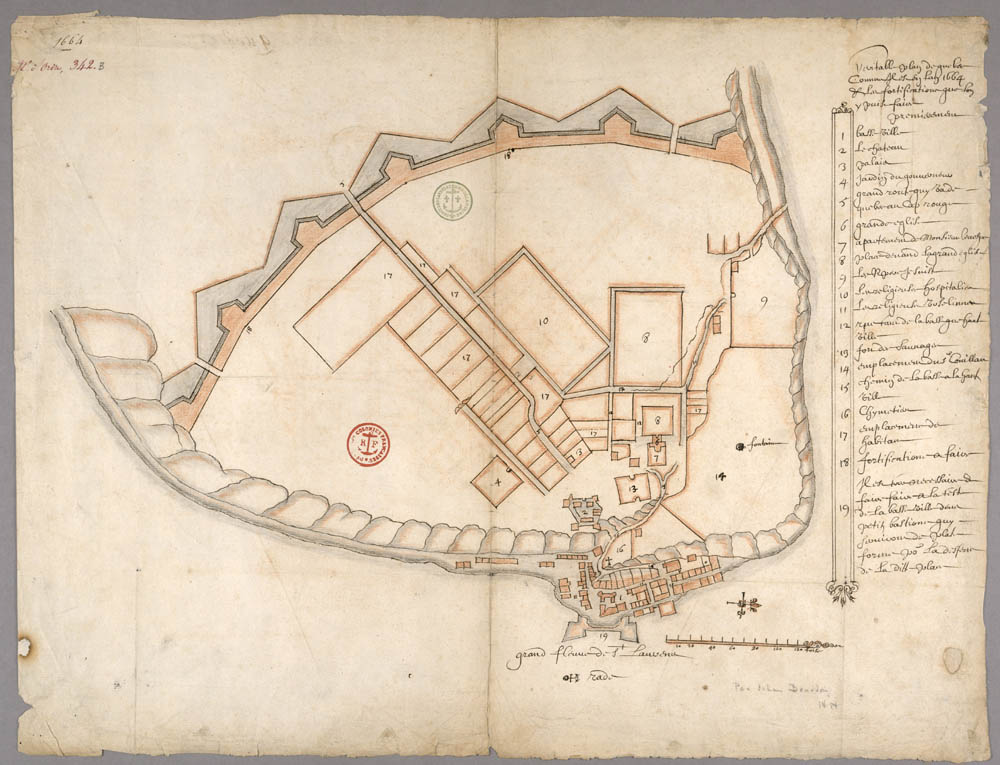
Québec en 1664.

La colonie française est gérée par la Compagnie des Cent-Associés de 1627 à 1663 . Puis le Canada devient une province royale en 1663 et se retrouve dès lors administrée par le secrétaire d'État à la marine, dont Jean-Baptiste Colbert, Louis Phélypeaux, comte de Pontchartrain, Jérôme Phélypeaux, comte de Pontchartrain, Jean Frédéric Phélypeaux, comte de Maurepas et Étienne-François, duc de Choiseul. Le 18 septembre 1663, le Conseil souverain est créé à Québec. En 1664, la Compagnie des Indes occidentales, dans laquelle le roi est actionnaire, obtient la gestion des ressources et du commerce du Canada. C'est durant cette période qu'un nouvel administrateur, l'intendant, fait son entrée dans le gouvernement colonial. Selon Marie-Eve Ouellet, l'intendant a un rôle de « relais entre le pouvoir central et l'échelon local ».
Si le gouverneur, plus haut administrateur dans la colonie, doit s'occuper des affaires militaires, diplomatiques et autochtones, l'intendant est chargé de la justice, de la police et des finances. En matière juridique, il doit « rendre bonne et brève justice », « juger souverainement et seul en matière civile », diriger certains procès, décider des crimes de sédition et de contrebande et juge les causes où les conseillers sont impliqués. Le Conseil souverain enregistre ses édits et ses ordonnances et sert surtout de cour d'appel.
L'intendant voit aussi à la sûreté de la population canadienne, s'occupant ainsi de la voirie, de la protection contre les incendies et à l'hygiène. Concernant les finances, il a la responsabilité de la bonne gestion des magasins du roi, des marchés publics et des moulins, de fixer le prix des denrées, et de faire prélever des droits sur les marchandises. L'intendant est chargé de l'ensemble des recettes et dépenses de la colonie.
Parmi les principales préoccupations des intendants en Nouvelle-France figurent la diversification de l'économie, le peuplement, l'établissement d'une industrie navale et la pénurie de main d’œuvre spécialisée.
Gouverneur et intendant ont tous deux juridiction sur la Nouvelle-France, la Louisiane et l'Acadie. Dans les faits, ils n'administrent toutefois que le Canada. Ils doivent œuvrer conjointement sur plusieurs aspects, entre autres les concessions de seigneuries, la question de l'eau-de-vie, le commerce
, les congés de traite. Le gouverneur doit consulter l'intendant lors de l'organisation des expéditions militaires, qui s'occupe des états provisionnels. L'intendant est membre d'office d'un éventuel conseil de guerre. En cas de différents, la position du gouverneur prime. Le gouverneur et l'intendant doivent « vivre en bonne intelligence ». C'est pourquoi l'historien Christian Blais parle « d'un gouvernement bicéphale entre 1665 et 1760 ».
Le commerce des fourrures est interdit à l'intendant mais, dans les faits, plusieurs passeront outre. Certains habitants dénoncent la conduite de Jean Bochart de Champigny en cette matière. Le baron de Lahontan approuve quant à lui sa conduite: « il n'a fait de tort à personne ; au contraire il a procuré du pain à mille pauvres gens qui seraient morts de faim sans son secours ».
L'intendant est enfin entouré d'un personnel nombreux à travers la vallée du Saint-Laurent, parmi lesquels le procureur général, des huissiers, des commis et des secrétaires. Parmi ceux-ci, le commissaire de la Marine occupe une place privilégiée. Il assure l'intérim en son absence ou encore peut le représenter à Montréal.

### Quelques intendants marquants
Jean Talon (1665 à 1668 et 1670 à 1672) est le premier intendant à exercer sa fonction en personne en Nouvelle-France. Comme il a notamment pour mandat de faire accroître la population, il fait réaliser le premier recensement en 1666. Talon souhaite également développer et diversifier l’économie coloniales en encourageant l'agriculture, la pêche, l'exploitation forestière, l'industrie en n'oubliant pas le commerce des fourrures. Il encourage et met sur pied plusieurs expéditions d'exploration du continent nord-américain, dont celle de 1672 du commerçant Louis Jolliet et du père Jacques Marquette, conjointement avec le gouverneur Frontenac.

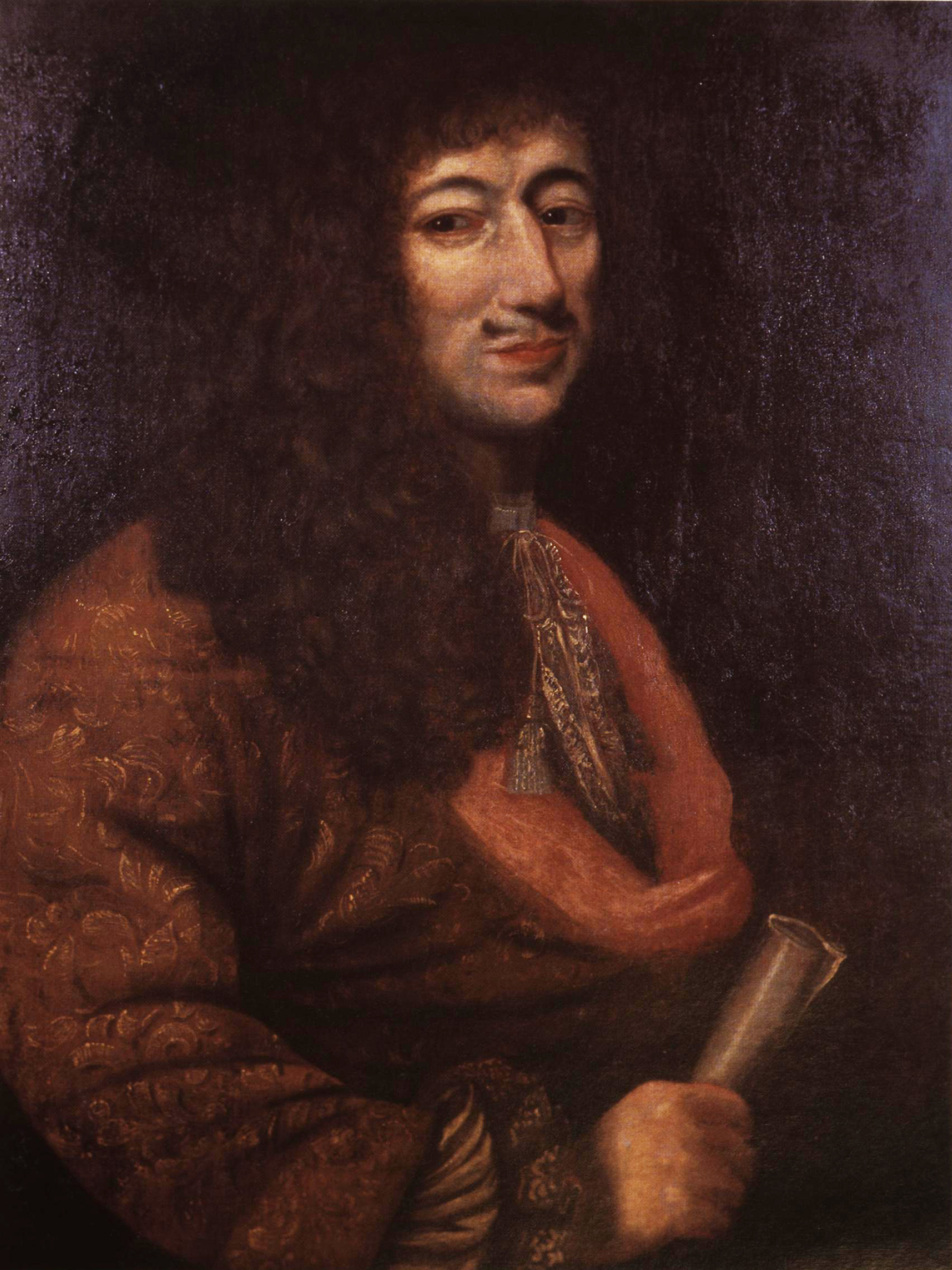
Jean Talon.

Talon n'est pas remplacé après son départ. Louis de Buade de Frontenac, profitant du fait que « le pays [est] sans intendant », agit comme s'il était investi de ses pouvoirs. Après la révocation de la Compagnie des Indes occidentales en décembre 1674, le roi incorpore la colonie à la Couronne. Un nouvel intendant est dépêché un an plus tard - Jacques Duchesneau de La Doussinière et d'Ambault - et le Conseil souverain est rétabli. À la suite de nombreux conflits et querelles avec le gouverneur Frontenac, les deux dirigeants sont rappelés en 1682.
Nommé cette année-là, le nouvel intendant Jacques de Meulles, parent par alliance avec Jean-Baptiste Colbert et beau-frère de Michel Bégon, arrive alors que la colonie est à nouveau en guerre avec les Iroquois. En 1684, de Meulles souhaite transformer l'ancienne brasserie de Jean Talon afin d'en faire « un lieu pour le Conseil qui sera très beau, une maison pour l'intendant, un magasin pour les munitions que Sa Majesté envoie dans le pays, et un autre magasin pour les poudres ». Il y emménage avant que le roi acquiert finalement le bâtiment, toujours propriété de l'ancien intendant Talon, en 1686.

Face au manque chronique de numéraire au Canada, il utilise un expédient. En 1685, de Meulles a ainsi l'idée de créer de la monnaie de carte. Au début, il utilise des cartes à jouer, sur lesquelles il inscrit un montant et appose sa signature. Cette monnaie de carte est rachetées à l'arrivée des navires français. Les intendants y auront recours à de nombreuses reprises sous le Régime français, et de façon permanente à partir de 1729.

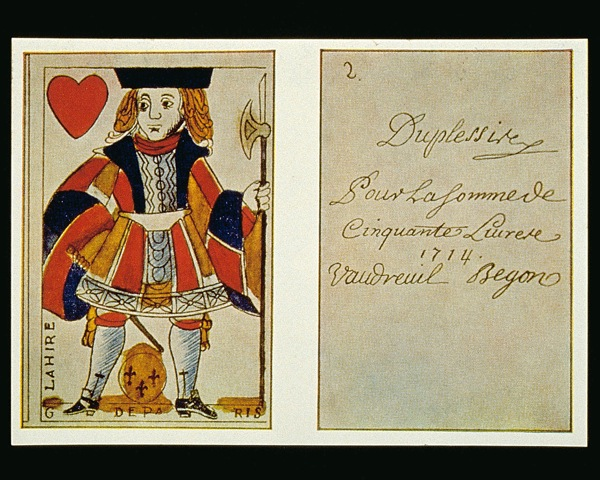
C'est l'intendant de Meulles qui a l'idée d'utiliser des cartes à jouer en guise de monnaie.

Fait particulier au début du XVIIIe siècle, un père et son fils ont conjointement occupé le poste d'intendant. Il s'agit de Jacques Raudot et de son fils Antoine-Denis. À la tête de l'intendance à partir de 1705, le père se réserve la justice et confie les finances à son fils. En 1707, les Raudot envoient une dépêche dans laquelle ils écrivent :
On vous a fait Monseigneur, une vraye peinture du Canada quand on vous a mandé sa misère, tout y est pauvre et ny subsiste que par le bien que Sa Majesté la bonté d'y faire, la guerre contribue beaucoup tous ces malheurs, et il n'y a qu'une bonne paix qui puisse mettre en état ses habitants d'entreprendre quelque chose.
Plusieurs intendants doivent leur nomination à un parent bien placé à la Cour. C'est le cas de Michel Bégon de La Picardière, cousin de Colbert et parent de Phélypeaux par sa femme. À son arrivée dans la colonie en 1712, le Canada compte 18 440 habitants. Un incident marque le début de son mandat. Le 5 janvier 1713, alors qu'il a soupé plus tôt au château Saint-Louis, résidence du gouverneur, avec sa femme un incendie ravage l'intendance dans la nuit. Le couple Bégon est contraint de s'enfuir en vêtements de nuit. Trois domestiques et son secrétaire meurent lors de cet incident.
Bégon cherche à pallier le manque de main d’œuvre. Il écrit à quelques reprises au secrétaire d'État à la Marine pour que des esclaves noirs soient envoyés au Canada. L'intendant fait par ailleurs assurer la distribution du courrier entre Montréal et Québec, en passant par Trois-Rivières, en 1720 et l'année suivante, il fait dresser un papier terrier. C'est enfin sous l'intendance de Bégon que les forges du Saint-Maurice connaissent leur essor.

Les attributions du gouverneur et de l'intendant ne se cristallisent qu'au début du XVIIIe siècle par un règlement enregistré le 4 mai 1699 au Conseil souverain. Durant toute la période, les conflits de juridictions sont nombreux. On n'a qu'à penser par exemple aux relations tumultueuses entre le gouverneur Charles de Beauharnois de La Boische et l'intendant Claude-Thomas Dupuy. Beauharnois de La Boische écrit: « Il suffit que je dise blanc, pour qu'il dise noir ». Dupuy est relevé en 1728. Une chanson circule même à la suite de cet événement:
Dieu délivre la province
D'un intendant furieux
Cet ordre nous vient du prince;
Nous allons tous être heureux.
Le succès des remontrances
De Beauharnois, notre appuy,
A passé nos espérances,

Par le départ de Dupuy.

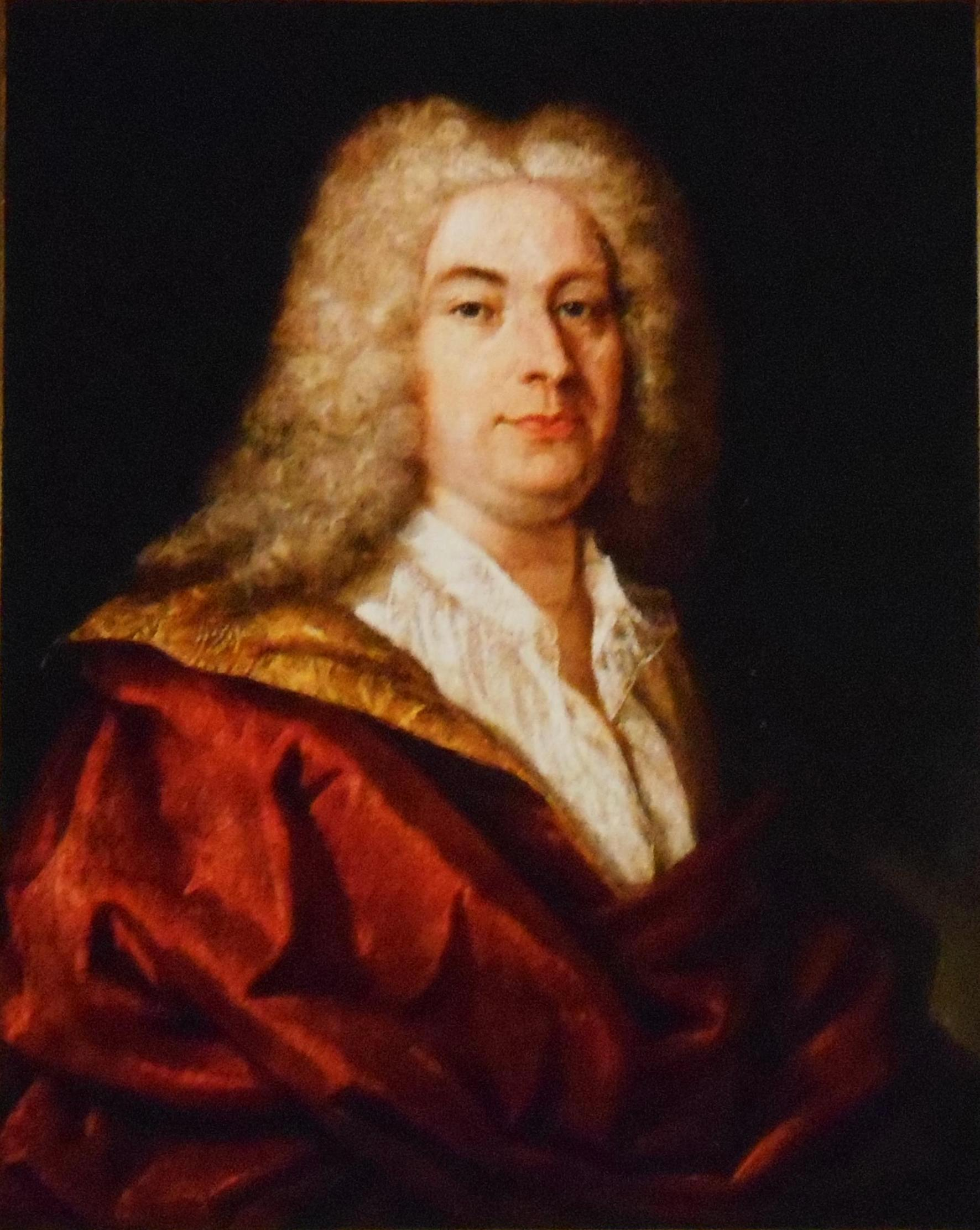
L'intendant Gilles Hocquart, 1731-1748.

Gilles Hocquart, intendant de 1731 à 1748, bénéficie d'une période de prospérité au début de son mandat. Ses instructions précisent : « Comme la colonie du Canada n'est bonne qu'autant qu'elle peut estre utile au royaume, le Sr. Hocquart doit sapliquer a chercher les moyens qui y peuvent contribuer. » Il développe notamment les forges du Saint-Maurice et l'industrie navale. Les exportations de produits agricoles vers Louisbourg et les Antilles augmentent. Hocquart fait de plus construire le fort Saint-Frédéric, parachève le canal de Lachine, fait ériger une muraille en pierres autour de Québec et développer une route de Québec à Montréal ainsi que de Montréal au lac Champlain. En plus de faire dresser des cartes du Saint-Laurent par Richard Testu de La Richardière et d'accorder de l'importance au développement du port de Québec, Hocquart encourage les expéditions vers l'Ouest, notamment celles de Pierre Gaultier de Varennes et de La Vérendrye et de ses fils. La guerre de Succession d'Autriche, dont le siège de Louisbourg en 1745, marque les dernières années de son intendance. Hocquart est confronté aux difficultés économiques qui en découlent de même qu'à une hausse des dépenses coloniales.
Dernier intendant de la Nouvelle-France, François Bigot est nommé en 1748. Les premières années de son séjour colonial sont décrites avec piquant par Élisabeth Bégon dans sa correspondance. Rapidement après le déclenchement de la guerre en 1754, Bigot aura à faire face à une difficile période économique, marquée par les questions d'approvisionnement et la gestion de la monnaie de papier. Pendant la guerre de la Conquête, les conditions de vie des habitants sont compliquées par des prix gonflés et un manque presque chronique de nourritures. On craint même que l'armée soit confrontée au manque de vivres elle aussi. La Couronne voit les dépenses s'accroître substantiellement.

Au cours de l'été 1759, Québec est bombardée par les Anglais. Le palais de l'intendant, situé en basse-ville, n'est pas épargné. Richard Short en réalise un dessin, paru en 1761. Les traces des bombes et boulets sont bien visibles. À Montréal après la bataille des plaines d'Abraham en septembre 1759, l'intendant Bigot assiste au conseil de guerre présidé par le gouverneur Vaudreuil, dans la nuit du 6 au 7 septembre 1760, qui décide de la capitulation de Montréal le lendemain. François Bigot s'embarque pour la France le 21 septembre.

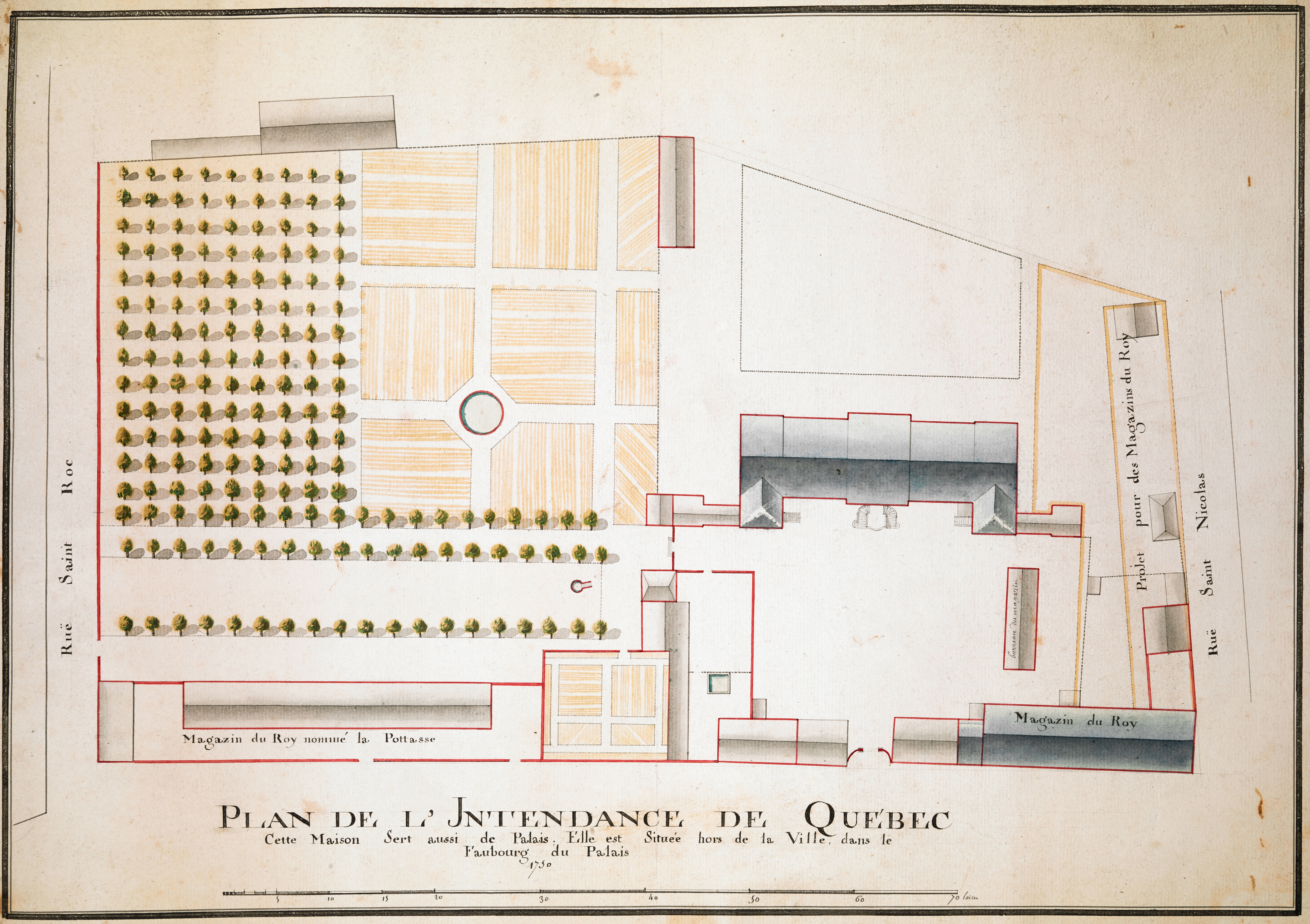
Plan de l'intendance à Québec en 1750.

Après la capitulation de sa colonie canadienne, la Couronne française cherche à expliquer la forte hausse des dépenses coloniales et dresser un bilan de celles-ci dans les dernières années du Régime français. Elle estime que des officiers civils, judiciaires et militaires, ainsi que des marchands ont dû commettre des abus dans l'exercice de leurs fonctions. L'intendant Bigot et le munitionnaire Joseph-Michel Cadet sont particulièrement visés.
Bigot est emprisonné le 17 novembre 1761 à la Bastille, où il passera deux ans. Au terme d'un long procès, appelé l'Affaire du Canada, et après la signature du traité de Paris, le 10 décembre 1763 Bigot est condamné au bannissement à vie de la France. Il doit de plus payer une amende et ses biens sont confisqués. Changeant de nom pour celui de François Bar, il s'installe en Suisse où il meurt.

## Liste des intendants de la Nouvelle-France
| Nom                                                   | Portrait | Début             | Fin               | Souverain |
| ----------------------------------------------------- | -------- | ----------------- | ----------------- | --------- |
| Louis Robert de la Fortelle                           |          | 21 mars 1663      | 1665              | Louis XIV |
| Jean Talon                                            |          | 23 mars 1665      | 22 octobre 1668   | Louis XIV |
| Claude de Bouteroue d'Aubigny                         |          | 22 octobre 1668   | 22 octobre 1670   | Louis XIV |
| Jean Talon                                            |          | 23 octobre 1670   | octobre 1672      | Louis XIV |
| Jacques Duchesneau de la Doussinière et d'Ambault     |          | 16 septembre 1675 | 9 octobre 1682    | Louis XIV |
| Michel Bégon de la Picardière                         |          | 1682              |                   | Louis XIV |
| Jacques de Meulles                                    |          | 9 octobre 1682    | 23 septembre 1686 | Louis XIV |
| Jean Bochart de Champigny                             |          | 23 septembre 1686 | 5 octobre 1702    | Louis XIV |
| François de Beauharnois de La Chaussaye               |          | 5 octobre 1702    | 17 septembre 1705 | Louis XIV |
| Jacques Raudot (père) et Antoine-Denis Raudot (fils), |          | 17 septembre 1705 | 6 novembre 1711   | Louis XIV |
| Michel Bégon de la Picardière                         |          | 14 octobre 1712   | 2 septembre 1726  | Louis XIV |
| Edme-Nicolas Robert                                   |          | 22 février 1724   |                   | Louis XV  |
| Henri de Chazel                                       |          | 1725              |                   | Louis XV  |
| Claude-Thomas Dupuy                                   |          | 2 septembre 1726  | 30 août 1728      | Louis XV  |
| Gilles Hocquart                                       |          | 20 août 1731      | 2 septembre 1748  | Louis XV  |
| François Bigot                                        |          | 2 septembre 1748  | 8 septembre 1760  | Louis XV  |

### Toponymie
- Rue des Intendants à Québec.

- Côte du Palais à Québec.